# This Should Move Ya
This Should Move Ya è il quarto album in studio del gruppo musicale statunitense Mantronix, pubblicato nel 1990.

## Tracce
1. This Should Move Ya — 2:55
2. Got to Have Your Love (featuring Wondress) — 6:15
3. Sex-N-Drugs and Rock-N-Roll — 3:34
4. Tonight Is Right — 4:07
5. (I'm) Just Adjustin My Mic — 3:25
6. Stone Cold Roach — 3:18
7. Take Your Time (featuring Wondress) — 4:12 (bonus track)
8. I Get Lifted — 3:32
9. Don't You Want More — 3:48
10. I Like the Way (You Do It!) — 4:00
11. Get Stupid Part IV (Get On Up ’90) — 3:08
12. (I'm) Just Adjustin My Mic (’90) — 2:50
13. King of the Beats Lesson #1 — 3:25
14. Don't You Want More (Club) — 6:08 (bonus track)